# Sorbóza
Sorbóza je monosacharid patřící mezi hexózy a ketózy. Má stejnou sladkost jako sacharóza. Průmyslová výroba vitaminu C často začíná u sorbózy. V přírodě se vyskytujícím diastereomerem je L-sorbóza.